# Solar II
Solar II (ros. Солар II) – farma fotowoltaiczna w południowo-wschodniej części Białorusi, położona na zachód od wsi Sabali w rejonie brahińskim. Elektrownia posiada od 40,3 do 56 ha powierzchni, jej moc nominalna wynosi ponad 22 MW, realna – ponad 18 MW. Zbudowana została na terenach skażonych przez katastrofę w Czarnobylu, a jej właścicielem jest spółka Solar Invest należąca do firmy A1. Elektrownia została zbudowana w 2016 roku i do 2017 roku była największą tego typu instalacją na Białorusi. Koszt jej budowy wyniósł równowartość ponad 23 milionów euro.

## Historia budowy
Podczas IX Homelskiego Forum Ekonomicznego w 2012 roku została podpisana umowa o założeniu parków słonecznych do produkcji energii elektrycznej w rejonach brahińskim i jelskim. Inwestorem została spółka Solar Invest, utworzona przez firmę velcom na potrzeby realizacji tego projektu. 26 kwietnia miały miejsce objazd i wizja lokalna działek branych pod uwagę jako tereny pod inwestycję z udziałem przedstawicieli Homelskiego Obwodowego Komitetu Wykonawczego, przedstawicieli rejonowego komitetu wykonawczego, przedsiębiorstwa Homielenierha i firmy-inwestora. W listopadzie 2014 roku spółka Homielenierhasierwis wykonała badania inżynieryjno-geologiczne. Ostatecznie pod budowę farmy słonecznej wybrano działkę położoną na zachód od wsi Sabali w sielsowiecie Burki rejonu brahińskiego obwodu homelskiego.
Budowa rozpoczęła się w marcu i zakończyła w lipcu 2016 roku. Prace wykonywane były głównie przez robotników z pobliskich miejscowości Brahin i Chojniki. W roli podwykonawcy zatrudniona została m.in. spółka Brahinahrasierwis, która oczyściła i zniwelowała działkę. Wykonywane były także prace melioracyjne. Całkowity koszt budowy wyniósł równowartość 24 milionów euro (według innego źródła – ponad 23 miliony euro) i zgodnie z planem powinien się zwrócić inwestorowi w ciągu 4–5 lat. Uruchomienie farmy nastąpiło 19 sierpnia 2016 roku, cztery miesiące przed terminem przewidzianym w umowie.

## Charakterystyka

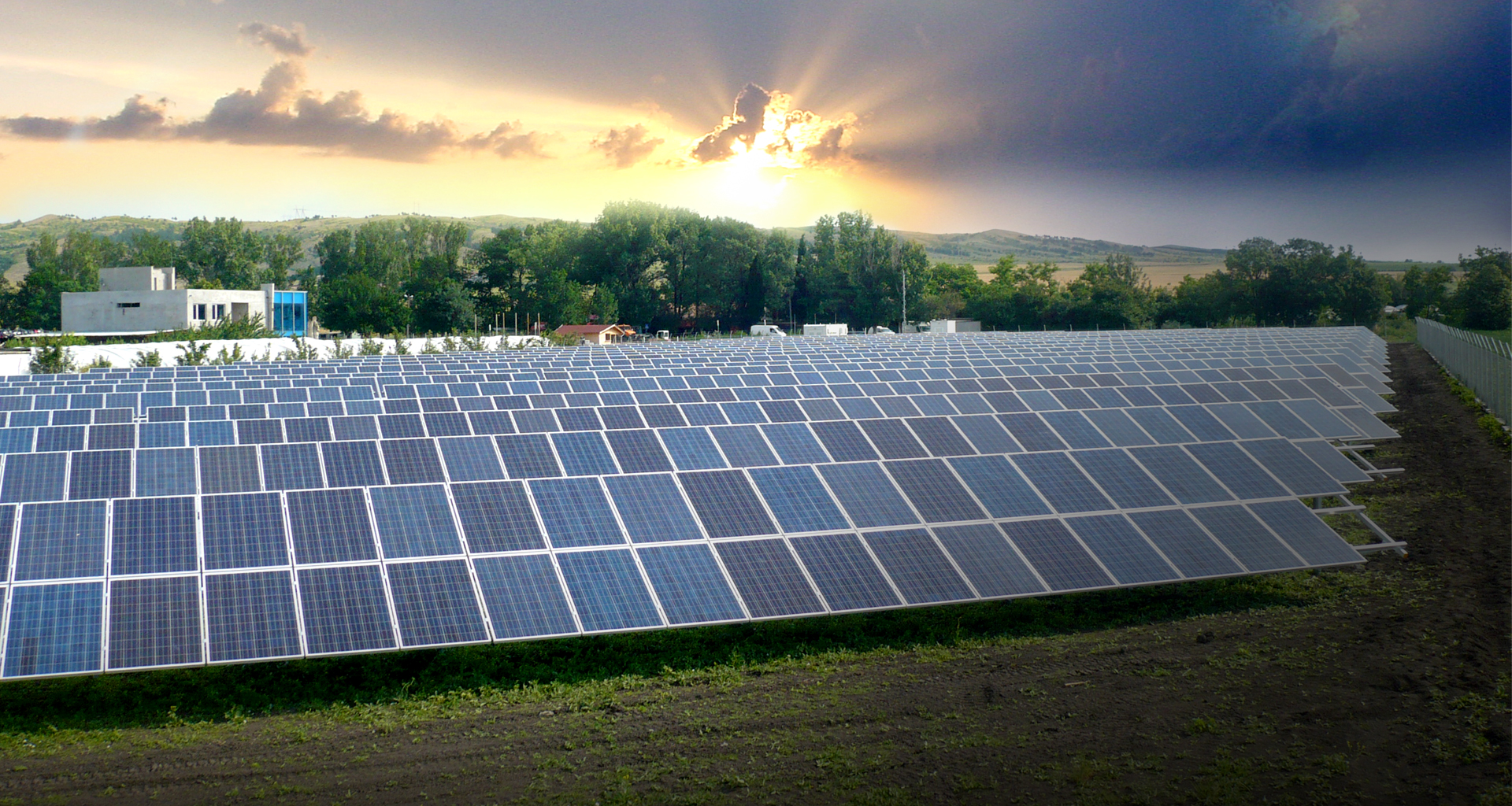
Farma fotowoltaiczna w Bułgarii, podobnego typu co Solar II

### Lokalizacja
Ziemia, na której wzniesiono farmę, stanowi własność Brahińskiego Rejonowego Komitetu Wykonawczego. Została ona wydzierżawiona na okres 99 lat przez firmę Solar Invest. Są to tereny skażone w wyniku katastrofy elektrowni jądrowej w Czarnobylu, kilka kilometrów na północ od granicy Poleskiego Państwowego Rezerwatu Radiacyjno-Ekologicznego. Z tego względu cena dzierżawy ziemi jest tam szczególnie niska. Zarazem jest to jedna z najdalej wysuniętych na południe części Białorusi, gdzie występuje średnio 1900 słonecznych godzin w roku. Przed rozpoczęciem inwestycji działka pokryta była drzewami i krzewami. Były to pozostałości po sadzie i pasy leśne.

### Dane techniczne
Farma składa się z 84 164 paneli słonecznych (inne źródła podają liczbę 85 tysięcy), 617 inwerterów, 10 podstacji transformatorowych 20 kV i głównego transformatora 110 kV firmy Siemens. W ramach inwestycji firma velcom zbudowała także napowietrzną linię o napięciu 110 kV o długości 4,5 km z 22 słupami i transformatorem, łączącą elektrownię słoneczną z podstacją elektryczną „Brahin”. Ogółem do budowy farmy wykorzystano ponad 730 km przewodów elektrycznych. Farma zajmuje teren, według różnych źródeł: 40,3 ha, 41 ha lub 56 ha. Jej całkowita moc wynosi, według różnych źródeł, od 22,014 MW do 22,3 MW, ale realnie sięga od 18,05 do 18,48 MW. W momencie oddania do eksploatacji była to największa farma fotowoltaiczna na Białorusi zarówno pod względem mocy, jak i zajmowanej powierzchni. Swój rekordowy status utrzymała jednak tylko do 2017 roku, gdy uruchomiono farmę w Rzeczycy o mocy 55 MW.

### Sposób działania
Podczas pracy farmy promienie słoneczne zamieniane są przez panele fotowoltaiczne na elektryczny prąd stały. Trafia on do inwerterów o napięciu 0,4 kV, które zamieniają go na prąd zmienny. Następnie przy użyciu podstacji transformatorowych napięcie podnoszone jest do 20 kV. Za pomocą transformatora głównego dokonuje się dalszego wzrostu napięcia do 110 kV, które jest niezbędne, aby energia elektryczna mogła trafić do sieci. Ostatecznie przy użyciu napowietrznej linii 110 kV energia przekazywana jest do podstacji elektrycznej „Brahin” należącej do przedsiębiorstwa Homielenierha.

## Oceny i nagrody
W informacjach medialnych farma podawana była jako przykład alternatywnego zagospodarowania terenów, które ucierpiały w wyniku katastrofy w Czarnobylu i uważane są za nieatrakcyjne dla biznesu. Był to także przykład inwestycji zwiększającej niezależność Białorusi od paliw węglowodorowych. Podkreślano, że każda godzina pracy farmy pozwoli zrezygnować z 7 tysięcy metrów sześciennych gazu ziemnego. Za istotny uznano także wymiar ekologiczny przedsięwzięcia.
Farma słoneczna zwyciężyła w II Republikańskim Konkursie „Lider Efektywności Energetycznej 2016” w kategorii „Technologie i Projekty Oparte na Odnawialnych Źródłach Energii”. Konkurs organizowany jest pod auspicjami Departamentu Efektywności Energetycznej Państwowego Komitetu Standaryzacji.